# Heart (album Włodzimierza Nahornego)
Heart – album polskiego saksofonisty i pianisty jazzowego Włodzimierza Nahornego oraz 
muzyków tworzących The Włodzimierz Nahorny Trio.
Wszystkie utwory skomponował Włodzimierz Nahorny. Nagrania zrealizowano w listopadzie 1967 w Warszawie. LP został wydany w 1968 przez Polskie Nagrania „Muza” w wersji monofonicznej XL 0452 (matryca 1-XW-931, 2-XW-932) oraz stereo SXL (S-3 XW-931, S-3 XW-932). Była to jednocześnie 15 płyta serii Polish Jazz. Reedycja na CD ukazała się w 2005 (PNCD 1015).

## Muzycy
- Włodzimierz Nahorny – saksofon altowy, fortepian
- Jacek Ostaszewski – kontrabas
- Sergiusz Perkowski – perkusja

## Lista utworów
Strona A
| 1. | „Ballada o dwóch serduszkach” | 2:45  |
|    |                               |       |
| 2. | „Miesiąc dobroci”             | 7:03  |
|    |                               |       |
| 3. | „Serce Muniaka”               | 5:48  |
|    |                               |       |
| 4. | „Przecieki”                   | 4:30  |
|    |                               |       |
|    |                               | 20:06 |
|    |                               |       |
Strona B
| 5. | „Przy kasie”        | 4:55  |
|    |                     |       |
| 6. | „Jak dla kogo”      | 4:57  |
|    |                     |       |
| 7. | „List pedanta”      | 5:00  |
|    |                     |       |
| 8. | „Na Wysokiej Cyrli” | 4:45  |
|    |                     |       |
|    |                     | 19:37 |
|    |                     |       |

## Informacje uzupełniające
- Reżyser nagrania – Janusz Urbański
- Inżynier dźwięku – Krystyna Urbańska
- Projekt okładki i zdjęcia – Marek Karewicz
- Omówienie płyty (tekst na okładce) – Adam Sławiński